# Liste der Nummer-eins-Hits in Finnland (1985)
Dies ist eine Liste der Nummer-eins-Hits in Finnland im Jahr 1985. Sie basiert auf den offiziellen Single Topund den Album Top, die im Auftrag von Musiikkituottajat, der finnischen Landesgruppe der IFPI, erstellt werden.

## Singles
| | Liste der Nummer-eins-Hits in Finnland | Liste der Nummer-eins-Hits in Finnland | Liste der Nummer-eins-Hits in Finnland                | 1986 →                    |
| \| Zeitraum \| Wo. ges. \| Interpret \| Titel Autor(en) \| Zusätzliche Informationen \| \| (Zeitraum, Wochen auf Platz eins, Interpret, Titel, Autor[en], zusätzliche Informationen) \| \| \| \| \| \| ----------------------------------------------------------------------------------------- \| -------- \| -------------- \| ----------------------------------------------------- \| ------------------------- \| \| Januar 1985 – Februar 1985 2 Monate \| 2 \| Dingo \| Autiotalo \| – \| \| März 1985 1 Monat \| 1 \| Dingo \| Kirjoitan \| – \| \| April 1985 1 Monat \| 1 \| USA for Africa \| We Are the World Michael Jackson, Lionel Richie \| – \| \| Mai 1985 1 Monat \| 1 \| Modern Talking \| You’re My Heart, You’re My Soul Steve Benson \| – \| \| Juni 1985 – August 1985 3 Monate \| 3 \| Eppu Normaali \| Kitara, taivas ja tähdet \| – \| \| September 1985 1 Monat \| 1 \| Baltimora \| Tarzan Boy Musik: Maurizio Bassi, Text: Naimy Hackett \| – \| \| Oktober 1985 1 Monat \| 1 \| Modern Talking \| Cheri, Cheri Lady Dieter Bohlen \| – \| \| November 1985 – Dezember 1985 2 Monate \| 2 \| Dingo \| Kunnian kentät \| – \| |                                        |                                        |                                                       |                           |
| |                                        |                                        |                                                       | → 1986 →                  |
| Zeitraum | Wo. ges.                               | Interpret                              | Titel Autor(en)                                       | Zusätzliche Informationen |
| (Zeitraum, Wochen auf Platz eins, Interpret, Titel, Autor[en], zusätzliche Informationen) |                                        |                                        |                                                       |                           |
| Januar 1985 – Februar 1985 2 Monate | 2                                      | Dingo                                  | Autiotalo                                             | –                         |
| März 1985 1 Monat | 1                                      | Dingo                                  | Kirjoitan                                             | –                         |
| April 1985 1 Monat | 1                                      | USA for Africa                         | We Are the World Michael Jackson, Lionel Richie       | –                         |
| Mai 1985 1 Monat | 1                                      | Modern Talking                         | You’re My Heart, You’re My Soul Steve Benson          | –                         |
| Juni 1985 – August 1985 3 Monate | 3                                      | Eppu Normaali                          | Kitara, taivas ja tähdet                              | –                         |
| September 1985 1 Monat | 1                                      | Baltimora                              | Tarzan Boy Musik: Maurizio Bassi, Text: Naimy Hackett | –                         |
| Oktober 1985 1 Monat | 1                                      | Modern Talking                         | Cheri, Cheri Lady Dieter Bohlen                       | –                         |
| November 1985 – Dezember 1985 2 Monate | 2                                      | Dingo                                  | Kunnian kentät                                        | –                         |

## Alben
| | Liste der Nummer-eins-Hits in Finnland | Liste der Nummer-eins-Hits in Finnland | Liste der Nummer-eins-Hits in Finnland | 1986 →                    |
| \| Zeitraum \| Wo. ges. \| Interpret \| Titel \| Zusätzliche Informationen \| \| (Zeitraum, Wochen auf Platz eins, Interpret, Titel, zusätzliche Informationen) \| \| \| \| \| \| ------------------------------------------------------------------------------ \| -------- \| -------------- \| ----------------------- \| ------------------------- \| \| Januar 1985 – Februar 1985 2 Monate \| 2 \| Pave Maijanen \| Maijanen \| – \| \| März 1985 – April 1985 2 Monate \| 2 \| Dingo \| Kerjäläisten valtakunta \| – \| \| Mai 1985 1 Monat \| 1 \| Dire Straits \| Brothers in Arms \| – \| \| Juni 1985 – Juli 1985 2 Monate \| 2 \| Modern Talking \| The 1st Album \| – \| \| August 1985 – September 1985 2 Monate \| 2 \| Eppu Normaali \| Kahdeksas ihme \| – \| \| Oktober 1985 1 Monat \| 1 \| Popeda \| Pohjantähden alla \| – \| \| November 1985 1 Monat \| 1 \| ZZ Top \| Afterburner \| – \| \| Dezember 1985 1 Monat \| 1 \| Sandra \| The Long Play \| – \| |                                        |                                        |                                        |                           |
| |                                        |                                        |                                        | → 1986 →                  |
| Zeitraum | Wo. ges.                               | Interpret                              | Titel                                  | Zusätzliche Informationen |
| (Zeitraum, Wochen auf Platz eins, Interpret, Titel, zusätzliche Informationen) |                                        |                                        |                                        |                           |
| Januar 1985 – Februar 1985 2 Monate | 2                                      | Pave Maijanen                          | Maijanen                               | –                         |
| März 1985 – April 1985 2 Monate | 2                                      | Dingo                                  | Kerjäläisten valtakunta                | –                         |
| Mai 1985 1 Monat | 1                                      | Dire Straits                           | Brothers in Arms                       | –                         |
| Juni 1985 – Juli 1985 2 Monate | 2                                      | Modern Talking                         | The 1st Album                          | –                         |
| August 1985 – September 1985 2 Monate | 2                                      | Eppu Normaali                          | Kahdeksas ihme                         | –                         |
| Oktober 1985 1 Monat | 1                                      | Popeda                                 | Pohjantähden alla                      | –                         |
| November 1985 1 Monat | 1                                      | ZZ Top                                 | Afterburner                            | –                         |
| Dezember 1985 1 Monat | 1                                      | Sandra                                 | The Long Play                          | –                         |

Siehe auch: Nummer-eins-Hits 1985 in  Australien, Belgien, Dänemark, Deutschland, Frankreich, Irland, Italien, Japan, Kanada, Neuseeland, den Niederlanden, Norwegen, Österreich, Schweden, der Schweiz, Spanien, den Vereinigten Staaten und im Vereinigten Königreich.